# ハリー・ホーランド
ハリー・ホーランド（英：Henry Edmund "Harry" Holland、1868年6月10日 - 1933年10月8日）は、ニュージーランドの政治家。ニュージーランド労働党初代党首（在任期間: 1919年 - 1933年）。

## 経歴
- ニュージーランド生まれ。
- 1892年から1912年にかけてオーストラリアで政治活動を行う。
- 1913年、ニュージーランド労働党に入党する。
- 1919年、ニュージーランド労働党党首に就任する。
- 1933年10月8日、心筋梗塞で急死した。